# Большаков, Михаил Алексеевич
Михаи́л Алексе́евич Большако́в (8 ноября 1920, деревня Абрамцево, Балашихинский район, Московская область — 20 января 1997) — механик-водитель танка 28-й отдельной гвардейской танковой бригады 39-й армии 3-го Белорусского фронта, гвардии старшина, полный кавалер ордена Славы.

## Биография
Родился 8 ноября 1920 года. Русский. Окончил семь классов. В 16 лет пришел на фабрику-химчистку в городе Балашиха. Был учеником слесаря, затем слесарем.
В Красной Армии с 1940 года. На фронтах Великой Отечественной войны с сентября 1941 года.
23 июня 1944 года, в первый день операции «Багратион», при прорыве линии обороны механик-водитель Большаков раздавил гусеницами замаскированный вражеский дзот. В 3,5 километрах восточнее железнодорожной станции Замосточье Витебской области танкисты переправились по захваченному мосту через реку Лучеса. В бою в составе экипажа поразил три пулемётных точки, три блиндажа и 12 гитлеровцев. Когда от попадания вражеского снаряда загорелся танк, Большаков с экипажем и подоспевшими на помощь пехотинцами потушил огонь и продолжал бой.
Указом Президиума Верховного Совета СССР от 26 июня 1944 года гвардии старшина М. А. Большаков награждён орденом Славы 3-й степени (№ 39338).
8—9 октября 1944 года в боях за город Таураге (Литва) экипаж танка, в составе которого был Большаков, ворвался во вражескую оборону и уничтожил две пушки, три дзота, четыре пулеметных точки и до тридцать солдат и офицеров противника, чем способствовал успешному выполнению задачи батальона.
Указом Президиума Верховного Совета СССР от 17 ноября 1944 года гвардии старшина М. А. Большаков награждён орденом Славы 2-й степени (№ 5287).
С 15 по 18 января 1945 года во время боев на подступах к городу Кёнигсбергу в районе населенных пунктов Айменишкен, Вассакен, Хенскишкен и Шпуллен, экипаж Большакова нанес большой урон противнику. Он первым врывался в расположение противника, гусеницами своего танка уничтожил 4 противотанковых орудия, 3 противотанковых ружья, 6 блиндажей, 7 пулеметных точек, два миномета и до двадцати солдат и офицеров противника.
В последнем бою 18 января у танка Большакова было повреждено орудие, но экипаж продолжил бой, уничтожая врага огнём из пулемета и гусеницами. Прямым попаданием в левый борт танк был подбит, экипаж погиб, а механик-водитель Большаков, контуженный, покинул неподвижную машину и был подобран санитарами.
Указом Президиума Верховного Совета СССР от 19 апреля 1945 года за образцовое выполнение заданий командования в боях с немецко-фашистскими захватчиками гвардии старшина Михаил Алексеевич Большаков награждён орденом Славы 1-й степени (№ 1560).
После войны старшина Большаков остался в армии. В составе 6-го батальона 9-го сводного полка участвовал в параде Победы на Красной площади.
В 1946 году М. А. Большаков демобилизован. Работал слесарем по оборудованию на фабрике химчистки. За особые заслуги в развитии промышленности по обслуживанию населения столицы М. А. Большаков был награждён орденом «Знак Почёта». Участвовал в телепередаче «Солдатские мемуары» Константина Симонова. Проживал в городе Балашиха Московской области.
Умер 20 января 1997 года. Похоронен на кладбище посёлка Медвежьи Озёра Щёлковского района Московской области.

## Память
- Памятная мемориальная доска на аллее Героев в Балашихе